# 马克·沃尔迪
马克·沃尔迪（英語：Marc Waldie，1955年8月24日—），生于堪萨斯州威奇托，美国男子排球运动员。他曾代表美国国家队参加1984年夏季奥林匹克运动会排球比赛，获得一枚金牌。